# Vatra (revistă)
Vatra este o revistă lunară de cultură, editată de Uniunea Scriitorilor, Consiliul Județean Mureș cu sprijinul Ministerului Culturii și Cultelor, care apare la Târgu Mureș. 

## Prezentare

### Prima serie
În data de 1 ianuarie 1894 a apărut la București revista bilunară „Vatra” condusă de Ion Luca Caragiale, George Coșbuc și Ioan Slavici.
Deși revista se tipărea la București, publicul țintă era – cu precădere – cel din Ardeal. De altfel, revista era tipărită pe banii socrului lui Coșbuc la editura lui C. Sfetea.
Revista, care a fost concepută în descendența revistelor Dacia literară și Tribuna, a apărut doar în 44 de numere, bilunare, până în august 1896.

### Seria nouă
Seria nouă, mureșeană, apare începând din mai 1971, printre fondatorii revistei aflându-se scriitorii Dan Culcer, Romulus Guga și Mihai Sin. Revista a fost condusă de poetul, romancierul și dramaturgul Romulus Guga, iar după moartea sa de criticul și istoricul literar Cornel Moraru, în prezent director onorific. Printre membrii primei echipe redacționale se aflau ziariști din presa cotidiană locală sau centrală (Ion Calion-Caloi, Cornel Pogăceanu, Atanasie Popa), istoricul literar Serafim Duicu, poetul și sculptorul Gavril Ședran (pseudonimul lui Gavril Gh. Pop), graficienii (Ion Petru Pop, Radu Ceontea). Printre colaboratorii permanenți, care au deținut rubrici, se numără istoriograful Grigore Ploeșteanu, biologii acad. Alexandru Pora și Bogdan Stugren, lingvistul Alexandru Toșa, sociologul Andrei Roth si scriitoarea Maria Mailat, colaboratoare la  rubrica Vatra Dialog si la cronicile de arta plastica et teatru.
După moartea lui Romulus Guga, în 1983, conducerea revistei va fi preluată de Cornel Moraru, în același an fiind angajat în redacție și Nicolae Băciuț, fost redactor la revista stdențească de cultură "Echinox", care s-a stabilit la Târgu-Mureș. După emigrarea Mariei Mailat, acesta va prelua aproape un deceniu rubrica Vatra dialog, una dintre cele mai prestigioase din sumarul revistei.
După 1990, colectivului redacțional i se alătură criticii Al. Cistelecan (redactor-șef adjunct, între 1993-2007), Virgil Podoabă, Aurel Pantea, Nicoleta Sălcudeanu, Iulian Boldea, prozatorul Alexandru Vlad, criticul Gheorghe Perian. În prezent, revista este editată de Uniunea Scriitorilor, Consiliul Județean Mureș, cu sprijinul Ministerului Culturii și Cultelor, redactor-șef fiind Virgil Podoabă. 
În 1995, la sărbătorirea centenarului, revista abandonează formatul A3 (între 16 și 32 de pagini) în favoarea lui A 4 (96 pagini).

## Rubrici
- Vatra Dialog, Cumințenia pământului, Citind și trăind literatura, Seismograme, Ochiul ciclopului, Documentele continuității, Tolle lege, Editorial, Carmen saeculare, Epica magna, Cronica literară, Cu cărțile pe masă, Lecturi triptic, Metamorfozele cercului, Refracții, Adagio, Talmeș-balmeș

## Literatura S.F.
Revista a deținut o particularitate în peisajul presei din România sub comunism. După dispariția colecției științifico-fantastice, editată de revista „Știință și tehnică”, „Vatra” a fost singura revistă de cultură din țară care a întreținut un constant interes pentru literatura științifico-fantastică. Redactor : Dan Culcer. Literatura s.f. a funcționat și prin critica socială indirectă. Printre colaboratorii de acest gen numărându-se scriitorii Mircea Opriță, Ion Hobana, Marian Popa, Leonard Oprea, Ovidiu Bufnilă ș.a.